# Nàdia Petrova
Nadejda Víktorovna «Nàdia» Petrova (en rus: Надежда Викторовна Петрова), Moscou, RSFS de Rússia, Unió Soviètica, 8 de juny de 1982)  és una tennis professional russa ja retirada. Va destacar individualment com en dobles femenins, arribant al tercer lloc del rànquing en ambdues disciplines.
En el seu palmarès consten tretze títols individuals i 24 en dobles femenins. En aquesta modalitat va arribar a disputar dues finals de Grand Slam, el Roland Garros (2012) i el US Open (2010) però no va aconseguir el títol en cap d'elles. Als Jocs Olímpics de Londres 2012 aconseguí la medalla de bronze junt amb la seva compatriota Maria Kirilenko en dobles femenins. També va formar part de l'equip rus de la Fed Cup en diversos ocasions i va participar en la consecució del títol en l'edició de 2007.
Va anunciar la seva retirada a principis del 2017 després de més de dos anys apartada del circuit degut a una lesió de la qual no es va poder recuperar totalment, va disputar el darrer partit oficial a l'abril de 2014.
Filla de Viktor Petrov i Nadejda Ilinà. La seva mare era va ser atleta i medallista de bronze olímpica als Jocs Olímpics de Montreal en els relleus de 400 metres. mentre el seu pare va ser llançador de martell. Ambdós van ser posteriorment entrenadors d'atletisme. Per aquest motiu, Nadia va viatjar molt durant la seva infantesa amb els seus pares.

## Torneigs de Grand Slam

### Dobles femenins: 2 (0−2)
| Resultat  | Núm. | Any  | Torneig       | Parella         | Oponents                     | Marcador         |
| --------- | ---- | ---- | ------------- | --------------- | ---------------------------- | ---------------- |
| Finalista | 1.   | 2010 | US Open       | Liezel Huber    | Vania King Iaroslava Xvédova | 2−6, 6−4, 7−6(4) |
| Finalista | 2.   | 2012 | Roland Garros | Maria Kirilenko | Sara Errani Roberta Vinci    | 4−6, 6−4, 6−2    |

## Jocs Olímpics

### Dobles femenins
| Any  | Campionat                          | Parella         | Oponents                  | Resultat      |
| ---- | ---------------------------------- | --------------- | ------------------------- | ------------- |
| 2012 | Jocs Olímpics, Londres, Regne Unit | Maria Kirilenko | Liezel Huber Lisa Raymond | 4−6, 6−4, 6−1 |

## Palmarès

### Individual: 24 (13−11)
| Abans de 2009                                        | Després de 2009         |
| ---------------------------------------------------- | ----------------------- |
| Grand Slam (0−0)                                     |                         |
| WTA Tour Championships (0−0)                         |                         |
| WTA Tournament of Champions / WTA Elite Trophy (1−0) |                         |
| Tier I (2−2)                                         | Premier Mandatory (0−0) |
| Tier II (5−6)                                        | Premier 5 (0−0)         |
| Tier III (2−2)                                       | Premier (1−1)           |
| Tier IV i V (0−0)                                    | International (2−0)     |

| Títols per superfície |
| --------------------- |
| Dura (7−7)            |
| Gespa (1−1)           |
| Terra batuda (3−2)    |
| Moqueta (2−1)         |

| Resultat   | Núm. | Data                   | Torneig                                  | Superfície   | Oponent             | Marcador          |
| ---------- | ---- | ---------------------- | ---------------------------------------- | ------------ | ------------------- | ----------------- |
| Finalista  | 1.   | 26 d'octubre de 2003   | Linz, Àustria                            | Dura (i)     | Ai Sugiyama         | 5−7, 4−6          |
| Finalista  | 2.   | 10 de gener de 2004    | Gold Coast, Austràlia                    | Dura         | Ai Sugiyama         | 6−1, 1−6, 4−6     |
| Finalista  | 3.   | 8 de maig de 2005      | Berlín, Alemanya                         | Terra batuda | Justine Henin       | 3−6, 6−4, 3−6     |
| Finalista  | 4.   | 16 d'octubre de 2005   | Bangkok, Tailàndia                       | Dura         | Nicole Vaidišová    | 1−6, 7−6(5), 5−7  |
| Guanyadora | 1.   | 30 d'octubre de 2005   | Linz                                     | Dura (i)     | Patty Schnyder      | 4−6, 6−3, 6−1     |
| Guanyadora | 2.   | 5 de març de 2005      | Doha, Qatar                              | Dura         | Amélie Mauresmo     | 6−3, 7−5          |
| Guanyadora | 3.   | 9 d'abril de 2006      | Amelia Island, Estats Units              | Terra batuda | Francesca Schiavone | 6−4, 6−4          |
| Guanyadora | 4.   | 16 d'abril de 2006     | Charleston, Estats Units                 | Terra batuda | Patty Schnyder      | 6−3, 4−6, 6−1     |
| Guanyadora | 5.   | 13 de maig de 2006     | Berlín                                   | Terra batuda | Justine Henin       | 4−6, 6−4, 7−5     |
| Guanyadora | 6.   | 8 d'octubre de 2006    | Stuttgart, Alemanya                      | Dura (i)     | Tatiana Golovin     | 6−3, 7−6(4)       |
| Finalista  | 5.   | 15 d'octubre de 2006   | Moscou, Rússia                           | Moqueta (i)  | Anna Txakvetadze    | 4−6, 4−6          |
| Finalista  | 6.   | 29 d'octubre de 2006   | Linz (2)                                 | Dura (i)     | Maria Xaràpova      | 5−7, 2−6          |
| Guanyadora | 7.   | 11 de febrer de 2007   | París, França                            | Moqueta (i)  | Lucie Šafářová      | 4−6, 6−1, 6−4     |
| Finalista  | 7.   | 8 d'abril de 2007      | Amelia Island                            | Terra batuda | Tatiana Golovin     | 2−6, 1−6          |
| Finalista  | 8.   | 12 d'agost de 2007     | Los Angeles, Estats Units                | Dura         | Ana Ivanović        | 5−7, 4−6          |
| Finalista  | 9.   | 21 de juny de 2008     | Eastbourne, Regne Unit                   | Gespa        | Agnieszka Radwańska | 4−6, 7−6(11), 4−6 |
| Guanyadora | 8.   | 17 d'agost de 2008     | Cincinnati, Estats Units                 | Dura         | Nathalie Dechy      | 6−2, 6−1          |
| Finalista  | 10.  | 5 d'octubre de 2008    | Stuttgart                                | Dura (i)     | Jelena Janković     | 4−6, 3−6          |
| Guanyadora | 9.   | 2 de novembre de 2008  | Quebec, Canadà                           | Moqueta (i)  | Bethanie Mattek     | 4−6, 6−4, 6−1     |
| Finalista  | 11.  | 28 d'agost de 2010     | New Haven, Estats Units                  | Dura         | Caroline Wozniacki  | 3−6, 6−3, 3−6     |
| Guanyadora | 10.  | 31 de juliol de 2011   | Washington DC, Estats Units              | Dura         | Shahar Pe'er        | 7−5, 6−2          |
| Guanyadora | 11.  | 23 de juny de 2012     | 's-Hertogenbosch, Països Baixos          | Gespa        | Urszula Radwańska   | 6−4, 6−3          |
| Guanyadora | 12.  | 29 de setembre de 2012 | Tòquio, Japó                             | Dura         | Agnieszka Radwańska | 6−0, 1−6, 6−3     |
| Guanyadora | 13.  | 4 de novembre de 2012  | Tournament of Champions, Sofia, Bulgària | Dura (i)     | Caroline Wozniacki  | 6−2, 6−1          |

### Dobles femenins: 48 (24−24)
| Abans de 2009                | Després de 2009         |
| ---------------------------- | ----------------------- |
| Grand Slam (0−2)             |                         |
| WTA Tour Championships (2−0) |                         |
| Tier I (7−4)                 | Premier Mandatory (2−4) |
| Tier II (5−3)                | Premier 5 (0−2)         |
| Tier III (2−3)               | Premier (6−5)           |
| Tier IV i V (0−0)            | International (0−0)     |

| Títols per superfície |
| --------------------- |
| Dura (13−17)          |
| Gespa (2−2)           |
| Terra batuda (5−3)    |
| Moqueta (4−2)         |

| Resultat   | Núm. | Data                   | Torneig                                           | Superfície   | Parella               | Oponents                                | Marcador               |
| ---------- | ---- | ---------------------- | ------------------------------------------------- | ------------ | --------------------- | --------------------------------------- | ---------------------- |
| Finalista  | 1.   | 6 de maig de 2001      | Bol, Croàcia                                      | Terra batuda | Tina Pisnik           | Conchita Martínez A. Medina Garrigues   | 5−7, 4−6               |
| Guanyadora | 1.   | 24 de juny de 2001     | 's-Hertogenbosch, Països Baixos                   | Gespa        | Ruxandra Dragomir     | Kim Clijsters Miriam Oremans            | 7−6(5), 6−7(5), 6−4    |
| Finalista  | 2.   | 25 d'agost de 2001     | New Haven, Estats Units                           | Dura         | Jelena Dokić          | Cara Black Elena Likhovtseva            | 0−6, 6−3, 2−6          |
| Guanyadora | 2.   | 28 d'octubre de 2001   | Linz, Àustria                                     | Moqueta (i)  | Jelena Dokić          | Els Callens Chanda Rubin                | 6−1, 6−4               |
| Finalista  | 3.   | 6 de setembre de 2002  | Moscou, Rússia                                    | Moqueta (i)  | Jelena Dokić          | Ielena Deméntieva Janette Husárová      | 6−2, 3−6, 6−7(7)       |
| Finalista  | 4.   | 20 d'octubre de 2002   | Zuric, Suïssa                                     | Dura (i)     | Jelena Dokić          | Elena Bovina Justine Henin              | 2−6, 6−7(2)            |
| Guanyadora | 3.   | 27 d'octubre de 2002   | Linz (2)                                          | Moqueta (i)  | Jelena Dokić          | Rika Fujiwara Ai Sugiyama               | 6−3, 6−2               |
| Finalista  | 5.   | 22 de juny de 2003     | 's-Hertogenbosch                                  | Gespa        | Mary Pierce           | Ielena Deméntieva Lina Krasnoroutskaya  | 6−2, 3−6, 4−6          |
| Finalista  | 6.   | 18 de maig de 2003     | Roma, Itàlia                                      | Terra batuda | Jelena Dokić          | Svetlana Kuznetsova Martina Navrátilová | 4−6, 7−5, 2−6          |
| Finalista  | 7.   | 28 de setembre de 2003 | Leipzig, Alemanya                                 | Moqueta      | Elena Likhovtseva     | Svetlana Kuznetsova Martina Navrátilová | 6−3, 1−6, 3−6          |
| Guanyadora | 4.   | 5 d'octubre de 2003    | Moscou                                            | Moqueta (i)  | Meghann Shaughnessy   | Anastassia Mískina Vera Zvonariova      | 6−3, 6−4               |
| Guanyadora | 5.   | 4 d'abril de 2004      | Miami, Estats Units                               | Dura         | Meghann Shaughnessy   | Svetlana Kuznetsova Elena Likhovtseva   | 6−2, 6−3               |
| Guanyadora | 6.   | 11 d'abril de 2004     | Amelia Island, Estats Units                       | Dura         | Meghann Shaughnessy   | Myriam Casanova Alicia Molik            | 3−6, 6−2, 7−5          |
| Guanyadora | 7.   | 9 de maig de 2004      | Berlín, Alemanya                                  | Terra batuda | Meghann Shaughnessy   | Janette Husárová Conchita Martínez      | 6−2, 2−6, 6−1          |
| Guanyadora | 8.   | 16 de maig de 2004     | Roma                                              | Terra batuda | Meghann Shaughnessy   | Paola Suárez V. Ruano Pascual           | 2−6, 6−3, 6−3          |
| Guanyadora | 9.   | 25 de juliol de 2004   | Los Angeles, Estats Units                         | Dura         | Meghann Shaughnessy   | Conchita Martínez V. Ruano Pascual      | 6−7(2), 6−4, 6−3       |
| Guanyadora | 10.  | 28 d'agost de 2004     | New Haven                                         | Dura         | Meghann Shaughnessy   | Martina Navrátilová Lisa Raymond        | 6−1, 1−6, 7−6(4)       |
| Guanyadora | 11.  | 15 de novemre de 2004  | WTA Tour Championships, Los Angeles, Estats Units | Dura         | Meghann Shaughnessy   | Cara Black Rennae Stubbs                | 7−5, 6−2               |
| Finalista  | 8.   | 20 de març de 2005     | Indian Wells, Estats Units                        | Dura         | Meghann Shaughnessy   | Paola Suárez V. Ruano Pascual           | 6−7(3), 1−6            |
| Finalista  | 9.   | 4 de març de 2006      | Dubai, Emirats Àrabs Units                        | Dura         | Svetlana Kuznetsova   | Květa Peschke Francesca Schiavone       | 6−3, 6−7(1), 3−6       |
| Guanyadora | 12.  | 20 d'agost de 2006     | Montreal, Canadà                                  | Dura         | Martina Navrátilová   | Cara Black A-L. Grönefeld               | 6−1, 6−2               |
| Guanyadora | 13.  | 17 d'agost de 2008     | Cincinnati, Estats Units                          | Dura         | Maria Kirilenko       | Hsieh Su-wei Iaroslava Xvédova          | 6−3, 4−6, [10−8]       |
| Finalista  | 10.  | 14 de setembre de 2008 | Bali, Indonèsia                                   | Dura         | Marta Domachowska     | Hsieh Su-wei Peng Shuai                 | 7−6(4), 6−7(3), [7−10] |
| Guanyadora | 14.  | 21 de setembre de 2008 | Tòquio, Japó                                      | Dura         | Vania King            | Lisa Raymond Samantha Stosur            | 6−1, 6−4               |
| Guanyadora | 15.  | 12 d'octubre de 2008   | Moscou (2)                                        | Moqueta (i)  | Katarina Srebotnik    | Cara Black Liezel Huber                 | 6−4, 6−4               |
| Guanyadora | 16.  | 19 d'abril de 2009     | Charleston, Estats Units                          | Terra batuda | Bethanie Mattek-Sands | Patty Schnyder Līga Dekmeijere          | 6−7(5), 6−2, [11−9]    |
| Guanyadora | 17.  | 3 de maig de 2009      | Stuttgart, Alemanya                               | Terra batuda | Bethanie Mattek-Sands | Flavia Pennetta Gisela Dulko            | 5−7, 6−3, [10−7]       |
| Guanyadora | 18.  | 25 d'octubre de 2009   | Moscou (3)                                        | Dura (i)     | Maria Kirilenko       | Maria Kondratieva Klára Zakopalová      | 6−2, 6−2               |
| Finalista  | 11.  | 16 de gener de 2010    | Sydney, Austràlia                                 | Dura         | Tathiana Garbin       | Cara Black Liezel Huber                 | 1−6, 6−3, [3−10]       |
| Finalista  | 12.  | 21 de març de 2010     | Indian Wells (2)                                  | Dura         | Samantha Stosur       | Květa Peschke Katarina Srebotnik        | 6−4, 2−6, [5−10]       |
| Finalista  | 13.  | 4 d'abril de 2010      | Miami                                             | Dura         | Samantha Stosur       | Gisela Dulko Flavia Pennetta            | 6−3, 4−6, [10−7]       |
| Guanyadora | 19.  | 18 d'abril de 2010     | Charleston (2)                                    | Terra batuda | Liezel Huber          | Vania King Michaëlla Krajicek           | 6−3, 6−4               |
| Finalista  | 14.  | 13 de setembre de 2010 | US Open, Estats Units                             | Dura         | Liezel Huber          | Iaroslava Xvédova Vania King            | 6−2, 4−6, 6−7(4)       |
| Finalista  | 15.  | 26 de febrer de 2011   | Doha, Qatar                                       | Dura         | Liezel Huber          | Květa Peschke Katarina Srebotnik        | 5−7, 7−6(2), [8−10]    |
| Finalista  | 16.  | 3 d'abril de 2011      | Miami (2)                                         | Dura         | Liezel Huber          | Daniela Hantuchová Agnieszka Radwańska  | 6−7(5), 6−2, [8−10]    |
| Guanyadora | 20.  | 1 d'abril de 2012      | Miami (2)                                         | Dura         | Maria Kirilenko       | Sara Errani Roberta Vinci               | 7−6(0), 4−6, [10−4]    |
| Finalista  | 17.  | 8 de juny de 2012      | Roland Garros, França                             | Terra batuda | Maria Kirilenko       | Sara Errani Roberta Vinci               | 6−4, 4−6, 2−6          |
| Finalista  | 18.  | 23 de juny de 2012     | 's-Hertogenbosch (2)                              | Gespa        | Maria Kirilenko       | Sara Errani Roberta Vinci               | 4−6, 6−3, [9−11]       |
| Finalista  | 19.  | 22 de juliol de 2012   | Carlsbad, Estats Units                            | Dura         | Vania King            | R. Kops-Jones Abigail Spears            | 2−6, 4−6               |
| Finalista  | 20.  | 13 d'agost de 2012     | Montreal                                          | Dura         | Katarina Srebotnik    | K. Jans-Ignacik Kristina Mladenovic     | 5−7, 6−2, [7−10]       |
| Finalista  | 21.  | 21 d'octubre de 2012   | Moscou (2)                                        | Dura (i)     | Maria Kirilenko       | Iekaterina Makàrova Ielena Vesninà      | 3−6, 6−1, [8−10]       |
| Guanyadora | 21.  | 28 d'octubre de 2012   | WTA Tour Championships, Istanbul, Turquia (2)     | Dura         | Maria Kirilenko       | Andrea Hlavacková Lucie Hradecká        | 6−1, 6−4               |
| Guanyadora | 22.  | 11 de gener de 2013    | Sydney                                            | Dura         | Katarina Srebotnik    | Sara Errani Roberta Vinci               | 3−6, 4−6               |
| Finalista  | 22.  | 17 de febrer de 2013   | Doha (2)                                          | Dura         | Katarina Srebotnik    | Sara Errani Roberta Vinci               | 6−2, 3−6, [6−10]       |
| Finalista  | 23.  | 23 de febrer de 2013   | Dubai (2)                                         | Dura         | Katarina Srebotnik    | Bethanie Mattek-Sands Sania Mirza       | 4−6, 6−2, [7−10]       |
| Finalista  | 24.  | 16 de març de 2013     | Indian Wells (2)                                  | Dura         | Katarina Srebotnik    | Iekaterina Makàrova Ielena Vesninà      | 0−6, 7−5, [6−10]       |
| Guanyadora | 23.  | 31 de març de 2013     | Miami (3)                                         | Dura         | Katarina Srebotnik    | Lisa Raymond Laura Robson               | 6−1, 7−6(2)            |
| Guanyadora | 24.  | 22 de juny de 2013     | Eastbourne, Regne Unit                            | Gespa        | Katarina Srebotnik    | Monica Niculescu Klára Zakopalová       | 6−3, 6−3               |

### Equips: 3 (1−2)
| Resultat   | Núm. | Data                      | Torneig                         | Superfície       | Equip                                               | Oponents                                                          | Marcador |
| ---------- | ---- | ------------------------- | ------------------------------- | ---------------- | --------------------------------------------------- | ----------------------------------------------------------------- | -------- |
| Finalista  | 1.   | 11 de novembre de 2001    | Copa Federació, Madrid, Espanya | Terra batuda (i) | Ielena Deméntieva Elena Likhovtseva                 | Els Callens Kim Clijsters Laurence Courtois Justine Henin         | 1−2      |
| Guanyadora | 1.   | 5 de gener de 2007        | Copa Hopman, Perth, Austràlia   | Dura             | Dmitri Tursúnov                                     | A. Medina Garrigues Tommy Robredo                                 | 2–0      |
| Guanyadora | 2.   | 15−16 de setembre de 2007 | Copa Federació, Moscou, Rússia  | Dura (i)         | Svetlana Kuznetsova Anna Txakvetadze Ielena Vesninà | Flavia Pennetta Mara Santangelo Francesca Schiavone Roberta Vinci | 4−0      |

## Trajectòria

### Individual
| Open d'Austràlia | A           | 1R          | 3R          | 2R          | A           | 3R          | 1R          | 4R          | QF          | 3R          | 4R          | 4R          | QF          | 3R          | 2R    | 1R   | A   | 0 / 14    | 27 – 14   |
| Roland Garros | A           | Q1          | 1R          | 4R          | A           | SF          | 3R          | SF          | 1R          | 1R          | 3R          | 2R          | QF          | 1R          | 3R    | 1R   | A   | 0 / 13    | 24 – 13   |
| Wimbledon | A           | 2R          | A           | 3R          | A           | 2R          | QF          | QF          | A           | QF          | A           | 3R          | 3R          | QF          | 2R    | QF   | A   | 0 / 11    | 24 – 11   |
| US Open | Q3          | Q2          | 2R          | 2R          | 1R          | 4R          | QF          | QF          | 3R          | 3R          | 3R          | 4R          | 1R          | 3R          | 4R    | 1R   | A   | 0 / 14    | 27 – 14   |
| Jocs Olímpics | NC          | NC          | A           | No celebrat | No celebrat | No celebrat | 2R          | No celebrat | No celebrat | No celebrat | A           | No celebrat | No celebrat | No celebrat | 3R    | NC   | NC  | 0 / 2     | 3 – 2     |
| WTA Tour Championships | A           | A           | A           | A           | A           | A           | A           | RR          | RR          | A           | RR          | A           | A           | A           | A     | A    | A   | 0 / 3     | 2 – 5     |
| Tournament of Champions | No celebrat | No celebrat | No celebrat | No celebrat | No celebrat | No celebrat | No celebrat | No celebrat | No celebrat | No celebrat | No celebrat | A           | A           | 3a          | G     | A    | A   | 1 / 2     | 6 – 1     |
| Total Victòries−Derrotes | 2−2         | 3−5         | 12−15       | 22−22       | 6−5         | 36−20       | 40−25       | 56−22       | 48−19       | 41−20       | 47−24       | 30−21       | 32−19       | 25−21       | 39−19 | 9−13 | 1−5 | 449 – 277 | 449 – 277 |
| Rànquing a final d'any | 142         | 95          | 62          | 39          | 111         | 12          | 12          | 9           | 6           | 14          | 11          | 20          | 15          | 29          | 12    | 102  | 374 |           |           |
| Llegenda: G: Guanyadora; F: Finalista; SF: Semifinalista; QF: Quarts de final; Q: Qualificació; A: Absent; RR: Round Robin; NC: No celebrat |             |             |             |             |             |             |             |             |             |             |             |             |             |             |       |      |     |           |           |

### Dobles femenins
| Open d'Austràlia | A   | A   | A   | 1R          | A           | QF          | 3R   | A           | A           | A           | 2R    | 1R          | 1R          | SF          | 3R    | 3R    | A   | 0 / 9     | 14 – 9    |
| Roland Garros | A   | A   | 2R  | 2R          | A           | 3R          | QF   | SF          | A           | A           | 1R    | QF          | 3R          | QF          | F     | SF    | A   | 0 / 11    | 28 – 11   |
| Wimbledon | A   | 2R  | 2R  | 4R          | A           | 3R          | 4R   | QF          | A           | 4R          | QF    | 4R          | 3R          | 4R          | 3R    | 1R    | A   | 0 / 13    | 31 – 13   |
| US Open | A   | A   | 2R  | 2R          | SF          | 3R          | 2R   | 3R          | QF          | A           | 2R    | QF          | F           | SF          | QF    | QF    | A   | 0 / 13    | 32 – 13   |
| Jocs Olímpics | NC  | NC  | A   | No celebrat | No celebrat | No celebrat | A    | No celebrat | No celebrat | No celebrat | A     | No celebrat | No celebrat | No celebrat | 3a    | NC    | NC  | 0 / 1     | 4 – 1     |
| WTA Tour Championships | A   | A   | A   | A           | A           | A           | G    | A           | A           | A           | A     | A           | A           | A           | G     | SF    | A   | 2 / 3     | 4 – 1     |
| Total Victòries−Derrotes | 0−2 | 4−7 | 5−9 | 24−11       | 18−6        | 39−17       | 40−8 | 18−7        | 18−7        | 14−6        | 22−13 | 32−14       | 30−15       | 29−15       | 44−17 | 39−12 | 2−4 | 378 – 170 | 378 – 170 |
| Rànquing a final d'any | 151 | 151 | 140 | 41          | 21          | 13          | 7    | 33          | 23          | 57          | 20    | 16          | 8           | 13          | 5     | 8     | 174 |           |           |
| Llegenda: G: Guanyadora; F: Finalista; SF: Semifinalista; QF: Quarts de final; Q: Qualificació; A: Absent; RR: Round Robin; NC: No celebrat |     |     |     |             |             |             |      |             |             |             |       |             |             |             |       |       |     |           |           |

### Dobles mixts
| Open d'Austràlia | A  | A | A | A | A | A  | 1R | A | A  | 1R | QF | 0 / 3 | 2 – 3  |
| Roland Garros | QF | A | A | A | A | 1R | SF | A | SF | 1R | QF | 0 / 6 | 10 – 6 |
| Wimbledon | A  | A | A | A | A | 2R | 3R | A | 3R | A  | A  | 0 / 3 | 5 – 3  |
| US Open | A  | A | A | A | A | SF | 2R | A | 2R | A  | A  | 0 / 3 | 5 – 3  |
| Llegenda: G: Guanyadora; F: Finalista; SF: Semifinalista; QF: Quarts de final; Q: Qualificació; A: Absent; RR: Round Robin; NC: No celebrat |    |   |   |   |   |    |    |   |    |    |    |       |        |

## Guardons
- WTA Most Improved Player of the Year (2003)